# تومي كولينز
تومي كولينز (بالإنجليزية: Tommy Collins)‏ هو مغن مؤلف ومغني أمريكي، ولد في 28 سبتمبر 1930 في بيثاني في الولايات المتحدة، وتوفي في 14 مارس 2000 في أشلاند سيتي في الولايات المتحدة.